# أوديان مخيرجي
أوديان مخيرجي، صحفي تلفزيوني هندي وعالم اقتصاد، كان يعمل سابقا مدير تحرير لدى CNBC India، يبلغ من العمر 48 عاما ،انتقل إلى كومون في عام 2013. يعيش في سيتلا، أوتاراخند.
أوديان أصبح عالم اقتصاد بعد حصوله على شهادة البكالوريوس في الاقتصاد من كلية بريزيدنسي، كلكتا. ثم حصل على شهادة الماجستير في الاقتصاد من جامعة جواهر لال نهرو، نيودلهي. ابتدأ عمله في UTV ثم عمل مدير تحرير لدى CNBC India وثبت عروض السوق النشطة. حتى تنحيه عام 2013، مستشهدا بتعبه المهني.  في عام 2018، كتب رواية خيالية بعنوان الدوائر المظلمة. كانت صحته النفسية مسألة أساسية أراد أن يعالجها في الكتاب، شارك رحلته الخاصة من غرفة الأخبار إلى طاولة الكتابة، وأيضًا لماذا لم يخطط أبدًا للعودة إلى استيديوهات التلفاز مرة أخرى.

## الجوائز
- 2012،جوائز Ramnath Goenka، صحفي العام في بث الإذاعة.

## الروابط الخارجية
- Udayan profile at MoneyControl Online